# Pseudofabriciola australiensis
Pseudofabriciola australiensis är en ringmaskart som först beskrevs av Hartmann-Schröder 1981.  Pseudofabriciola australiensis ingår i släktet Pseudofabriciola och familjen Sabellidae. Inga underarter finns listade i Catalogue of Life.